# Eriophyton
Eriophyton  é um gênero botânico da família Lamiaceae

## Espécies
- Eriophyton afghanicum
- Eriophyton wallichianum